# アンドレア・ファヴィッリ
アンドレア・ファヴィッリ（Andrea Favilli, 1997年5月17日 - ）は、イタリア・ピサ出身のサッカー選手。セリエA・ジェノアCFC所属。ポジションはフォワード。

## 経歴

### クラブ
リヴォルノの下部組織出身で2015年2月2日、ユヴェントスのプリマヴェーラへレンタル移籍した。2016年2月7日、セリエA第24節フロジノーネ戦でFWの怪我や出場停止によりトップチームデビューを果たした。
2016-17シーズンはアスコリへレンタル移籍し、シーズン終わりに300万ユーロで移籍した。アスコリでは、セリエBでの2年間で44試合に出場して16得点を記録した。
2018年6月15日、ユース時代にレンタルで所属したイタリアのユヴェントスFCへ移籍金750万ユーロで移籍。契約期間は2023年までの5年間。2018年7月25日、プレシーズンマッチであるインターナショナル・チャンピオンズ・カップのFCバイエルン・ミュンヘン戦において2得点を決める活躍をし勝利に貢献した。
2018年8月10日、ジェノアCFCに買取オプション付きのレンタルで移籍した。レンタル料は500万ユーロで3年間の分割で支払われる。
2020年9月18日、エラス・ヴェローナFCにレンタル移籍することが発表された。

## タイトル

### クラブ
ユヴェントスFC
- セリエA ： 2015-16